# Styloctenium mindorensis
Styloctenium mindorensis is een vleerhond uit het geslacht Styloctenium die voorkomt op het Filipijnse eiland Mindoro. Deze soort is van slechts een locatie bekend en wordt waarschijnlijk bedreigd door de jacht. De nauwste verwant van S. mindorensis is S. wallacei uit Celebes, de enige andere soort van het geslacht. S. mindorensis heeft grotere tanden met meer knobbels dan S. wallacei en anders dan bij S. wallacei is er een bruine vlek aanwezig op de keel; in totaal zijn er zestien onderscheidende kenmerken.

## Ontdekkingsgeschiedenis
In februari 2006 verzamelde de Amerikaanse bioloog Jacob Esselstyn vier exemplaren van een tot dan toe onbekende, middelgrote vleerhond op Mount Sibutan. Deze berg, met de coördinaten 12° 50′ NB, 120° 56′ OL, ligt in de barangay Batong Buhay in de gemeente Sablayan, die deel vormt van de provincie Occidental Mindoro. Ze werden gevangen op de grens van een stuk laaglandregenwoud en een open veld met wat bomen (Pandanus). Waarschijnlijk heeft het dier een grotere verspreiding in de laaglanden van Mindoro. De exemplaren werden in de collectie van de University of Kansas (KU) geplaatst.
Esselstyn kwam tot de conclusie dat zijn vleerhond een soort was van het geslacht Styloctenium, dat tot dan toe alleen van Celebes bekend was, hoewel hij ook overwoog het dier in een nieuw geslacht te plaatsen, en publiceerde een beschrijving van de nieuwe soort in 2007 in het augustusnummer van het Journal of Mammalogy. In dit artikel beschreef hij de morfologie van het dier uitgebreid, inclusief foto's van een levend exemplaar en van de schedel en verschillende maten en hij behandelde de schaarse informatie over de verspreiding, ecologie en beschermingsstatus van het dier. Er is geen andere informatie over de soort gepubliceerd.
S. mindorensis was het eerste nieuwe zoogdier uit Mindoro sinds Apomys gracilirostris uit 1995 en de eerste nieuwe vleerhond (en de eerste nieuwe Filipijnse vleermuis) sinds april 2007, toen Dyacopterus rickarti werd beschreven. S. mindorensis zal niet het laatste nieuwe zoogdier uit Mindoro zijn, want het eiland herbergt nog onbeschreven soorten uit de geslachten Pteropus, Apomys en Maxomys.
De naam Styloctenium mindorensis bestaat, zoals gebruikelijk in de zoölogische nomenclatuur, uit een geslachts- en een soortnaam. Wat de etymologie van de geslachtsnaam, Styloctenium, is, is onbekend. De soortnaam, mindorensis, is een afleiding van de naam van het eiland Mindoro met het Latijnse achtervoegsel -ensis. Ondanks dat de geslachtsnaam Styloctenium onzijdig is, werd de mannelijke/vrouwelijke vorm "mindorensis" gebruikt in de oorspronkelijke beschrijving, in plaats van het onzijdige "mindorense".

## Beschrijving
| Maat                  | KU 164520 | KU 164521 (holotype) | KU 164522 | KU 164523 |
| --------------------- | --------- | -------------------- | --------- | --------- |
| Schedellengte (mm)    | 53,4      | 53,6                 | 51,2      | 50,9      |
| Staartlengte (mm)     | 153       | 180                  | 159       | 148       |
| Achtervoetlengte (mm) | 31        | 36                   | 31        | 31        |
| Oorlengte (mm)        | 23        | 24                   | 23        | 22        |
| Voorarmlengte (mm)    | 106       | 114                  | 106       | 101       |
| Gewicht (g)           | 168       | 212                  | 152       | 149       |

S. mindorensis is een vrij kleine vleerhond met een opvallend patroon op het gezicht. Dat is oranje van kleur, op witte vlekken boven de ogen, een streep over de snuit van 5 tot 8 mm en witte vlekken bij de mond na. De lage, ronde oren zijn licht van kleur. Er is een scherpe scheiding tussen de vacht van het gezicht en de rug op de bovenkant van de kop. De haren van de rugvacht zijn bij de wortel voor een kwart van de lengte donkerbruin, daarna voor driekwart wit tot lichtoranje en bij de punt voor minder dan 1 mm zwart. De drie mannelijke exemplaren hebben een donkere rugstreep. De lendenen zijn geelbruin met haren van 11 à 12 mm lang; die kleur loopt over naar oranje op de voeten. De haren op de onderkant van het lichaam zijn bij de wortel bruin en bij de punt geelbruin tot oranje; op de borst is het middelste gedeelte wit. In de donkere vlek op de keel zijn de haren zo'n 17 mm lang, maar op het achterlijf slechts 9 à 10 mm. Op de bovenarm zit een witte vlek; ook op de rest van de arm zijn wat witte haren te vinden. Op de membranen tegen de arm aan zitten spaarzame oranje haren. De vleugels zitten vol doorschijnende vlekken en strepen; die strepen zijn meestal evenwijdig met de vingers. De tandformule bedraagt 2.1.3.21.1.3.2. Esselstyn nam aan dat dit de volgende oorspronkelijke tanden zijn: eerste en tweede snijtand in de bovenkaak en uitsluitend de tweede in de onderkaak (respectievelijk I1 en I2 en i2), de eerste hoektand (C1 en c1), de eerste, derde en vierde valse kies (P1, P3, P4, p1, p3 en p4) en de eerste en tweede kies (M1, M2, m1 en m2).
S. mindorensis kan door de volgende kenmerken van S. wallacei worden onderscheiden: de tanden, behalve M2, zijn groter; I1 en I2 staan recht achter elkaar; C1 bevat twee grote knobbels en een kleinere; P3 bevat een kleine linguale knobbel (een knobbel aan de kant van de tong) die met een richel aan een labiale knobbel (een knobbel aan de buitenkant van de tand) verbonden is; i2 is door een kloof in twee delen verdeeld; c1 bestaat uit twee knobbels en bevat een linguale richel aan de achterkant; p3 bevat een vrij goed ontwikkelde holte aan de achterkant en een kleine linguale knobbel die met een richel aan een grote labiale knobbel verbonden is; ook p4 bevat een vrij goed ontwikkelde holte aan de achterkant; m2 is langer dan breed en is aan de achterkant versmald; de snuit is breed; het palatum eindigt zonder diepe snede; het postorbitale uitsteeksel is relatief klein en steekt verder naar achteren dan bij S. wallacei; het onderste uitsteeksel van de onderkaak steekt verder naar achteren dan het bovenste; op de keel zit een bruine vlek.

## Verwantschappen en biogeografie
De nauwste verwant van S. mindorensis is, zoals gezegd, naar alle waarschijnlijkheid Styloctenium wallacei uit Celebes, een zeldzame soort die in het midden van de 19e eeuw door Alfred Russel Wallace is ontdekt. Deze verwantschap is gebaseerd op een aantal kenmerken van de vacht en het gebit: een snijtand en vijf valse kiezen en kiezen in de onderkaak, de scherpe scheiding tussen de aangezichts- en rugvacht op de bovenkant van de kop, en de aanwezigheid van witte vlekken boven de ogen en op de bovenarm en van een witte streep op de snuit. S. mindorensis deelt echter ook een aantal kenmerken met andere Pteropodinae als Neopteryx, de apenkopvleermuizen en de Fijiapenkopvleermuis. Omdat de verwantschappen van Styloctenium niet rigoureus bestudeerd zijn, zijn de details van de verwantschappen binnen de Pteropodinae echter onbekend.
Styloctenium mindorensis was de eerste endemische vleerhond uit Mindoro die een naam kreeg, maar het eiland kent ook een endemische Pteropus en de lokale vorm van Haplonycteris is mogelijk een aparte soort. Ook een varken, Sus oliveri, een rund, de tamaroe, het knaagdier Anonymomys mindorensis en verschillende andere knaagdieren uit de geslachten Apomys, Maxomys en Rattus zijn alleen op het eiland te vinden. Dit relatief grote aantal endemische soorten valt in overeenstemming met de huidige kennis van de biogeografie van de Filipijnen te verklaren vanuit het feit dat Mindoro naar alle waarschijnlijkheid nooit met een andere landmassa verbonden is geweest. Hierdoor konden dieren op het eiland zich geïsoleerd van hun verwanten ontwikkelen.
Een opvallend biogeografisch aspect van Mindoro is de status van het eiland als overgangsgebied tussen Groot-Palawan en de rest van de Filipijnen. Aan de ene kant zijn soorten als Rattus mindorensis en de tamaroe duidelijk verwant aan dieren uit Groot-Palawan en de rest van Zuidoost-Azië, aan de andere kant herbergt Mindoro ook duidelijk Filipijnse dieren als Apomys en Chrotomys. Deze hebben Mindoro bereikt vanuit Luzon of in sommige gevallen mogelijk Groot-Negros-Panay. S. mindorensis, dat noch in Groot-Palawan, noch in de rest van de Filipijnen nauwe verwanten heeft, kan echter in geen van beide groepen worden ingedeeld.

## Beschermingsstatus
Over de beschermingsstatus van Styloctenium mindorensis is weinig bekend. Esselstyns gids op Mindoro verklaarde dat er op de vleerhond gejaagd wordt; hij wist het dier zelfs nauwkeurig te beschrijven voor er ook maar een exemplaar was gevangen. Het enige vrouwtje van S. mindorensis is groter dan de mannetjes; ook bij S. wallacei zijn vrouwtjes waarschijnlijk groter dan mannetjes. Daaruit kan worden afgeleid dat de voortplanting mogelijk anders verloopt dan bij het verwante geslacht Pteropus, dat grote kolonies vormt. Zonder zulke kolonies zou S. mindorensis weinig kwetsbaar zijn voor de jacht; het zou ook een deel van de verklaring kunnen zijn voor de late ontdekking van het dier. Ook als de jacht geen groot probleem is, is het echter nog waarschijnlijk dat S. mindorensis voor zijn voortbestaan afhankelijk is van het voortbestaan van het laaglandregenwoud op Mindoro, en met dat woud gaat het niet goed. Esselstyn geeft echter toe dat het, gegeven de zeer kleine kennis van S. mindorensis, op zijn best zeer moeilijk is om de werkelijke beschermingsstatus van het dier te bepalen.